# West Township (Missouri)
West Township est un ancien township, situé dans le comté de New Madrid, dans le Missouri, aux États-Unis,.
Le township est fondé en 1890.

### Source de la traduction
- (en) Cet article est partiellement ou en totalité issu de l’article de Wikipédia en anglais intitulé « West Township, New Madrid County, Missouri » (voir la liste des auteurs).